# Oreste Zaccagna
Oreste Zaccagna (... – Roma, 29 gennaio 1969) è stato un lunghista, triplista e calciatore italiano.

## Biografia
Nato probabilmente a Torino e trasferitosi a Roma dove il padre Domenico Zaccagna era presidente della Società Geologica Italiana, nel corso della sua carriera gareggiò per tre differenti società: la Società Podistica Lazio, dove ricoprì anche il ruolo di portiere nella sezione calcistica tra il 1906 e il 1909, la Società Ginnastica Roma fino al 1913 e la Virtus Atletica Bologna dal 1914, quando si trasferì nel capoluogo emiliano per motivi di studio.
Nel 1913 fu medaglia d'argento nel salto in lungo da fermo, nel salto triplo da fermo e nella staffetta olimpionica ai campionati italiani assoluti di Milano. All'edizione successiva, che si tenne sempre a Milano, conquistò tre medaglie d'oro nel salto in lungo, salto in lungo da fermo e salto triplo da fermo, mentre nel 1919, dopo l'interruzione dell'attività agonistica dovuta alla prima guerra mondiale, si confermò campione italiano assoluto nei due salti in estensione da fermo. La sua ultima partecipazione ai campionati italiani risale al 1921, quando si aggiudicò la medaglia d'argento nel salto triplo da fermo e quella di bronzo nel salto in lungo da fermo.

## Progressione

### 100 metri piani
| Stagione | Tempo  | Luogo       | Data      | Rank. Mond. |
| -------- | ------ | ----------- | --------- | ----------- |
| 1914     | 11"3   | Genova      | 26-4-1914 | 8º          |
| 1913     | 11"2/5 | Alessandria | 18-5-1913 | 8º          |

### Salto in lungo
| Stagione | Misura | Luogo  | Data      | Rank. Ita. |
| -------- | ------ | ------ | --------- | ---------- |
| 1914     | 6,37 m | Milano | 26-9-1914 | 3º         |
| 1913     | 6,07 m | Milano | 11-5-1913 | 13º        |

### Salto in alto
| Stagione | Misura | Luogo  | Data      | Rank. Mond. |
| -------- | ------ | ------ | --------- | ----------- |
| 1914     | 1,60 m | Genova | 26-4-1914 | 12º         |

## Campionati nazionali
- 1 volta campione italiano assoluto del salto in lungo (1914)
- 2 volte campione italiano assoluto del salto in lungo da fermo (1914, 1919)
- 2 volte campione italiano assoluto del salto triplo da fermo (1914, 1919)

1907
- Bronzo ai campionati italiani assoluti, 110 m hs - s/t[1]

1913
- Argento ai campionati italiani assoluti, salto in lungo da fermo - 2,97 m
- Argento ai campionati italiani assoluti, salto triplo da fermo - 8,925 m
- Argento ai campionati italiani assoluti, staffetta olimpionica - 4'04"1/5[2]

1914
- Oro ai campionati italiani assoluti, salto in lungo - 6,37 m
- Oro ai campionati italiani assoluti, salto in lungo a fermo - 3,015 m
- Oro ai campionati italiani assoluti, salto triplo da fermo - 9,30 m

1919
- Oro ai campionati italiani assoluti, salto in lungo da fermo - 2,865 m
- Oro ai campionati italiani assoluti, salto triplo da fermo - 8,65 m

1921
- Bronzo ai campionati italiani assoluti, salto in lungo da fermo - 2,81 m
- Argento ai campionati italiani assoluti, salto triplo da fermo - 8,67 m